# Notre-Dame-d'Estrées-Corbon
Notre-Dame-d'Estrées-Corbon är en kommun i departementet Calvados i regionen Normandie i norra Frankrike. Kommunen ligger i kantonen Mézidon-Canon som ligger i arrondissementet Lisieux. År 2017 hade Notre-Dame-d'Estrées-Corbon 225 invånare.
Kommunen bildades den 1 januari 2015, då kommunerna Corbon och Notre-Dame-d'Estrées gick samman. Kommunens huvudort är Notre-Dame-d'Estrées.